# Ankhesenpepi I
Đối với các vương hậu cùng tên, xem Ankhesenpepi II, Ankhesenpepi III và Ankhesenpepi IV
Ankhesenpepi I hay Ankhenesmeryre I, là một Vương hậu sống vào thời kỳ Vương triều thứ 6 trong lịch sử Ai Cập cổ đại.

## Thân thế
Ankhesenpepi I là con gái của Nữ tể tướng đầu tiên của Ai Cập Nebet với quý tộc tên Khui. Bà còn là chị em ruột với Vương hậu Ankhesenpepi II và tể tướng Djau, người kế tước của mẹ mình. Cả hai chị em Ankhesenpepi I và II đều kết hôn với pharaon Pepi I và sinh ra những vị vua kế vị: Merenre Nemtyemsaf I (con của Ankhesenpepi I) và Pepi II (con của Ankhesenpepi II). Pepi I băng hà, Nemtyemsaf kế vị và đã kết hôn với người dì ruột của mình, Ankhesenpepi II và sinh ra Pepi II.
Ngoài Nemtyemsaf, Ankhesenpepi I còn có thể hạ sinh một người con gái là Neith, vương hậu của Pepi II. Neith được cho là mẹ đẻ của pharaon Nemtyemsaf II.
Tên của hai chị em Ankhesenpepi có nghĩa là "Cuộc sống dành cho Pepi/Meryre", cho thấy tên này là do nhà vua ban cho 2 bà sau khi kết hôn. Cả hai chị em Ankhesenpepi đều xuất hiện trên tấm bia sắc lệnh của Djau tại Abydos. Không rõ nơi chôn cất của Ankhesenpepi I.
Danh hiệu của Ankhesenpepi I: "Vợ của Vua" và "Mẹ của Vua".